# هنری پنجم (فیلم ۲۰۱۲)
هنری پنجم (انگلیسی: Henry V) یک فیلم تلویزیونی بریتانیایی و محصول سال ۲۰۱۲ میلادی است.

## بازیگران
- تام هیدلستون
- جولی والترز
- جان هرت
- لمبرت ویلسون